# گردن‌آویزی
گردن‌آویزی عمل شکنجه و اعدام به وسیله انداختن یک تایر لاستیکی پر از بنزین به دور سینه و بازوان قربانی و آتش زدن آن است. تا ۲۰ دقیقه طول می‌کشد تا قربانی بمیرد و در طی آن دچار سوختگی‌های شدید می‌شود.

## در آفریقای جنوبی
این عمل در جریان آشوب‌های سیاهان آفریقای جنوبی در دهه‌های ۱۹۸۰ و ۱۹۹۰ به روش رایجی برای زجر کش کردن تبدیل شد. اولین مورد ثبت شدهٔ آن در ۲۳ مارس ۱۹۸۵ قتل هنگامی رخ داد که هواداران سیاه کنگره ملی آفریقا یک عضو سیاه شورا را که متهم به همکاری با سفیدها بود کشتند.
محکومیت به گردن‌آویزی گاهی توسط «دادگاه‌های خلق» برپاشده در شهرک‌های سیاه به منظور اعمال نظام قضایی آنها علیه «مجرمین متهم» اجرا می‌شد. این اقدامات معمولاً به نام کنگره ملی آفریقا انجام می‌شد. حتی وینی ماندلا، همسر وقت نلسون ماندلای زندانی، و از اعضای ارشد کنگره بیانیه‌هایی در تایید استفاده از آن صادر کرد. کنگره ملی آفریقا رسماً این عمل را محکوم کرد.